# Andreas Knudsen
Andreas Knudsen (conocido como Annan Knudsen; Drammen, 23 de noviembre de 1887-Oslo, 11 de febrero de 1982) fue un deportista noruego que compitió en vela en la clase 6 Metre. Participó en dos Juegos Olímpicos de Verano en los años 1908 y 1920, obteniendo una medalla de plata en Amberes 1920 en la clase 6 Metre.

## Palmarés internacional
| Juegos Olímpicos | Juegos Olímpicos  | Juegos Olímpicos | Juegos Olímpicos       |
| Año              | Lugar             | Medalla          | Clase                  |
| ---------------- | ----------------- | ---------------- | ---------------------- |
| 1920             | Amberes (Bélgica) | Medalla de plata | 6 Metre (sistema 1907) |